# Салычев, Олег Степанович
Оле́г Степа́нович Са́лычев (род. 7 мая 1953, в посёлке Смоляниново, Приморский край) — советский и российский учёный в области проектирования инерциальных навигационных систем. Олег Степанович Салычев — известный специалист в сфере математических методов обработки информации, доктор технических наук, профессор МГТУ им. Н.Э. Баумана, адъюнкт-профессор Университета г. Калгари  (англ.) (Канада), генеральный конструктор ООО «ТеКнол».

## Биография
- Родился на Дальнем Востоке, где в то время проходил службу его отец Степан Васильевич.
- 1976 — окончил Московское Высшее Техническое Училище им. Н. Э. Баумана по специальности инженер-электромеханик.
- 1980 — присуждена ученая степень кандидата технических наук.
- 1988 — присуждена ученая степень доктора технических наук.
- Старший научный сотрудник (с 1984 г.), профессор (с 1997 г.) кафедры «Приборы и системы ориентации, стабилизации и навигации» МГТУ им. Н.Э. Баумана.
- С 1991 года — адъюнкт-профессор Университета г. Калгари  (англ.) (Канада).
- В 1992 году под руководством О. С. Салычева в МГТУ им. Н.Э. Баумана была создана Лаборатория Инерциальных Геодезических Систем (ЛИГС), вплоть до 2004 года являвшаяся базой для подготовки инженеров-разработчиков.
- С 2003 года является главным конструктором ООО «ТеКнол» — компании, специализирующейся на разработке и производстве высокотехнологичных инерциальных систем навигации. Одновременно на протяжении многих лет читает лекции по навигационным системам в МГТУ им. Н.Э. Баумана, руководит специализацией «Навигация» кафедры «Приборы и системы ориентации, стабилизации и навигации» МГТУ им. Н.Э. Баумана.
- В 2000 году Салычев был включен Международным биографическим центром (англ.) (Кембридж, Англия) в справочник «2000 выдающихся учёных 20 столетия».

В качестве приглашённого профессора читал лекции в университетах различных стран, в частности КНР (Университет Цинхуа (Tsinghua), Аэрокосмическая Академия (англ.)), Канады (Университет Калгари (англ.)), США (Университет штата Огайо), Дании (Университет Копенгагена), Кореи (Корейский институт передовой науки и техники англ. Korea Advanced Institute of Science and Technology, KAIST (англ.)), Сирии (Университет в Алеппо).

## Научная деятельность
Основное направление научной деятельности — математические методы обработки информации, разработка алгоритмов комплексирования данных инерциальных и спутниковых навигационных систем, разработка бесплатформенных инерциальных навигационных систем.
Под руководством О. С. Салычева создан первый отечественный инерциальный навигационно-геодезический комплекс (ITC-1, 2). Комплекс признан лучшим в своем классе геодезическим инструментом на международном симпозиуме KIS — 96.
Создан интегрированный инерциальный навигационный комплекс для определения текущих координат и восстановления траектории транспортного средства. Разработана уникальная технология «Инерциальный интегрированный инструмент» для комплексирования инерциальных датчиков со спутниковыми системами навигации (GPS/ГЛОНАСС). Технология была отмечена как пионерская Международным институтом навигации (The Institute of Navigation, ION (англ.)) в 2000 году.
Под руководством Салычева О. С. в 1993 году была организована и функционировала школа по волновому оцениванию в задачах навигации в Университете города Штутгарт (Германия).
О. С. Салычев является автором более 20 патентов по инерциальным навигационным системам и оптимальной фильтрации.
Некоторые патенты:
- Комплексированная бесплатформенная инерциально-спутниковая система навигации на «грубых» чувствительных элементах
- Способ определения навигационных параметров инерциальной навигационной системой
- Бесплатформенная инерциальная система ориентации на «грубых» чувствительных элементах

## Публикации
О. С. Салычев — автор более 200 научных публикаций по широкому кругу технических вопросов, в том числе 7 книг об использовании инерциальных навигационных систем и методах обработки данных.
Избранные работы:
1. * Кузовков Н. Т. Карабанов С. В. Салычев О. С. Непрерывные и дискретные системы управления и методы идентификации. М.: Машиностроение, 1978—224 с.
2. Инерциальная навигация и оптимальная фильтрация. М.: Машиностроение, 1982—216 с.
3. Скалярное оценивание многомерных динамических систем. М.: Машиностроение, 1987—215 с.
4. Волновое описание возмущений в задачах оценки ошибок инерциальных систем навигации. М.: Машиностроение, 1992. — 216 с. ISBN 5-217-01802-X
5. Inertial Surveying. ITC Ltd Experience. M.: Baumann MSTU Press, 1995. — 164 p.
6. Inertial Systems in Navigation and Geophysics. M.: Bauman MSTU Press, 1998. −352 p. (недоступная ссылка) ISBN 5-7038-1346-8
7. Low cost INS/GPS integration: concepts and testing (O.S. Salchev, V.V. Voronov, M.E. Cannon, R. Nayak, G. Lachapelle)
8. Applied Inertial Navigation: Problems and Solutions. — M.: BMSTU Press, 2004. — 304 p. (недоступная ссылка) ISBN 5-7038-2395-1

## Награды
- Медаль «В память 850-летия Москвы» (1998)
- Медаль имени академика В. И. Кузнецова (1999)
- Премия имени Н. Н. Острякова (31 октября 2008) — за выдающиеся научные достижения в создании и исследовании средств гироскопии и автономной навигации морского, авиакосмического и наземного применения